# Bella Vista (Arkansas)
Bella Vista és una població dels Estats Units a l'estat d'Arkansas. Segons el cens del 2008 tenia 25.219 habitants.

## Demografia
Segons el cens del 2000, Bella Vista tenia 16.582 habitants, 7.818 habitatges, i 6.004 famílies. La densitat de població era de 97,6 habitants/km².
Dels 7.818 habitatges en un 13,5% hi vivien nens de menys de 18 anys, en un 72,4% hi vivien parelles casades, en un 3,2% dones solteres, i en un 23,2% no eren unitats familiars. En el 20,5% dels habitatges hi vivien persones soles el 13,3% de les quals corresponia a persones de 65 anys o més que vivien soles. El nombre mitjà de persones vivint en cada habitatge era de 2,1 i el nombre mitjà de persones que vivien en cada família era de 2,38.
Per edats la població es repartia de la següent manera: un 12,3% tenia menys de 18 anys, un 3% entre 18 i 24, un 16,4% entre 25 i 44, un 26,3% de 45 a 60 i un 41,9% 65 anys o més.
L'edat mediana era de 61 anys. Per cada 100 dones de 18 o més anys hi havia 90,9 homes.
La renda mediana per habitatge era de 44.090 $ i la renda mediana per família de 48.233 $. Els homes tenien una renda mediana de 34.547 $ mentre que les dones 24.690 $. La renda per capita de la població era de 25.406 $. Entorn de l'1,5% de les famílies i el 2,5% de la població estaven per davall del llindar de pobresa.

## Poblacions més properes
El següent diagrama mostra les poblacions més properes.